# 稀薄燃烧
稀薄燃烧是一种内燃机的引擎工作方式。其空燃比可以达到65:1，这比化学计量法的比值（汽油为14.7:1）高得多，每次燃烧使用的燃料更少，使得发动机效率更高、更经济、环保。